# Илзе Айхингер
Илзе Айхингер (на немски: Ilse Aichinger) е австрийска поетеса и белетристка.

## Биография
Родена е на 1 ноември 1921 г. във Виена в семейството на учител. Роднини и близки на Илзе Айхингер са депортирани и ликвидирани в концлагер. Като полуеврейка тя е преследвана от националсоциалистите, а по време на Втората световна война е призована на трудова повинност в армията. През 1945 г. записва медицина, но прекъсва следването си, за да завърши първия си роман. Работи като редактор в издателство във Виена, а по-късно във Франкфурт на Майн.

## Творчество
Голям литературен интерес предизвикват есето на Илзе Айхингер „Призив към недоверие“ (1946), в което тя настоява „да бъдем недоверчиви към яснотата на собствените си намерения, дълбочината на собствените си мисли и добронамереността на собствените си постъпки“, както и романът ѝ „По-голямата надежда“ (1948).
Илзе Айхингер се откроява като майстор на психологическия разказ със сборниците си „Реч под бесилото“ (1951) и „Прикованият“ (1953). Писателката става член на литературното сдружение „Група 47“ и през 1952 г. получава наградата му за разказа си „Огледална история“ (1949). Следват прозаичните сборници „Където живея“ (1963), „Елиза, Елиза“ (1965), „Новини от деня“ (1970) и „Лоши думи“ (1976). В произведенията си писателката най-често с помощта на притчата и гротеската рисува един свят, в който звучи безнадеждност и страх пред анонимните сили в живота.
Своите събрани стихотворения от 1955 до 1978 г. Илзе Айхингер публикува под заглавие „Подарен съвет“  (1978).

### Лирика
- Verschenkter Rat, Gedichte, 1978
- Kurzschlüsse, Prosagedichte, 2001

### Проза
- Das vierte Tor, Kurzgeschichte, 1945
- Die größere Hoffnung, Roman, 1948
- Spiegelgeschichte, Kurzgeschichte, 1949
- Das Fenster-Theater, Kurzgeschichte, 1949
- Die geöffnete Order, Kurzgeschichte, 1951
- Seegeister, Kurzgeschichte, 1952
- Rede unter dem Galgen, 1952
- Der Gefesselte, Erzählungen, 1953
- Eliza Eliza, Erzählungen, 1965
- Nachricht vom Tag, Erzählungen, 1970
- Meine Sprache und ich, Erzählungen, 1978
- Kleist, Moos, Fasane, 1987
- Eiskristalle. Humphrey Bogart und die Titanic, 1997
- Film und Verhängnis. Blitzlichter auf ein Leben, Erinnerungen und Filmkritiken, 2001
- Die Kindertransporte 1938/39. Rettung und Integration, 2003
- Der Wolf und die sieben jungen Geißlein, 2004
- Unglaubwürdige Reisen, 2005
- Hans und seine Knuddelfliege, 2006
- Der Hahn der nur dienstags schwimmt, 2006
- Kurzschlüsse, 2006
- Subtexte, 2006

### Радиодрама
- Knöpfe, 1953
- Zu keiner Stunde, Szenen und Dialoge, 1957
- Französische Botschaft, 1960
- Weiße Chrysanthemen, 1960
- Besuch im Pfarrhaus, Ein Hörspiel. Drei Dialoge, 1961
- Nachmittag in Ostende, 1968
- Die Schwestern Jouet, 1969
- Auckland, Vier Hörspiele, 1969
- Gare Maritime, 1976
- Zu keiner Stunde, Szenen und Dialoge, 1980

### Сборници
- Wo ich wohne, Erzählungen, Gedichte, Dialoge, 1963
- Dialoge, Erzählungen, Gedichte, 1971
- Schlechte Wörter, 1976
- Gedichte und Prosa, 1980
- Werke in acht Bänden, 1991
- Aufzeichnungen 1950–1985, 1992
- Unglaubwürdige Reisen, Sammlung von Zeitungsbeiträgen, 2005
- Es muss gar nichts bleiben, Interviews 1952–2005, 2011

## Награди и отличия
- 1952: „Награда на Група 47“
- 1952: „Австрийска държавна награда за литература“
- 1952: Ehrung im Rahmen des René-Schickele-Preises (zusammen mit Franziska Becker, Heinrich Böll, Siegfried Lenz, Luise Rinser und Heinz Risse; Hauptpreisträger: Hans Werner Richter)
- 1953: Förderpreis des Kulturkreises der deutschen Wirtschaft im BDI e.V.
- 1955: „Награда Имерман“
- 1955: „Бременска литературна награда“
- 1961: „Голяма литературна награда на Баварската академия за изящни изкуства“
- 1968: „Награда Антон Вилдганс“
- 1971: „Награда Нели Закс“
- 1974: „Литературна награда на Виена“
- 1974: „Австрийска награда за художествена литература“
- 1975: „Награда Розвита“ на град Бад Гандерсхайм
- 1979: „Награда Георг Тракл за поезия“
- 1979: „Награда Франц Набл“
- 1982: „Награда Петрарка“
- 1983: „Награда Франц Кафка“ на град Клостернойбург
- 1984: „Награда Мари Луизе Кашниц“ на Евангелистката академия в Туцинг
- 1984: „Награда Гюнтер Айх за поезия“
- 1987: Europalia-Literatur-Preis der Europäischen Gemeinschaft
- 1988: „Вайлхаймска литературна награда“
- 1991: „Голяма литературна награда на Баварската академия за изящни изкуства“
- 1991: „Награда Петер Розегер“
- 1991: „Награда Манес Шпербер“
- 1995: „Голяма австрийска държавна награда за литература“
- 1995: „Австрийска държавна награда за европейска литература“
- 1997: „Награда Ерих Фрид“
- 2000: „Награда Йозеф Брайтбах“
- 2002: „Почетна награда на австрийските книгоиздатели за толерантност в мислите и действията“
- 2015: „Голяма художествена награда на провинция Залцбург“